# Karsten Nielsen
Karsten Nielsen (23 de mayo de 1973) es un deportista danés que compitió en remo. Ganó cinco medallas en el Campeonato Mundial de Remo entre los años 1994 y 1999.

## Palmarés internacional
| Campeonato Mundial | Campeonato Mundial            | Campeonato Mundial | Campeonato Mundial      |
| Año                | Lugar                         | Medalla            | Prueba                  |
| ------------------ | ----------------------------- | ------------------ | ----------------------- |
| 1994               | Indianápolis (Estados Unidos) | Medalla de bronce  | Scull individual ligero |
| 1996               | Motherwell (Reino Unido)      | Medalla de oro     | Scull individual ligero |
| 1997               | Aiguebelette (Francia)        | Medalla de oro     | Scull individual ligero |
| 1998               | Colonia (Alemania)            | Medalla de bronce  | Scull individual ligero |
| 1999               | St. Catharines (Canadá)       | Medalla de oro     | Scull individual ligero |